# ريتشارد أديس
ريتشارد أديس (بالإنجليزية: Richard Addis)‏ هو صحفي بريطاني، ولد في 23 أغسطس 1956.